# Cupel (powiat ostrołęcki)
Cupel – wieś sołecka w Polsce położona w województwie mazowieckim, w powiecie ostrołęckim, w gminie Czarnia.

## Położenie
Wieś o rozproszonej zabudowie leży na Równinie Kurpiowskiej, nad Lejkowską Strugą i jej kanałami melioracyjnymi, przy drodze lokalnej.

## Historia
Pod koniec XIX wieku Cupel liczył 11 domostw ze 128 mieszkańcami i obejmowała 280 mórg gruntu. We wsi istniała wtedy placówka straży granicznej. Tradycję tę kontynuowała w okresie międzywojennym placówka Straży Celnej „Cupel”. W latach 1975–1998 miejscowość należała administracyjnie do województwa ostrołęckiego.
W 2011 Cupel zamieszkiwało 54 mieszkańców, zaś w 2021 – 47.

## Architektura
Żaden z obiektów we wsi nie został umieszcony w rejestrze zabytków nieruchomych, ale opracowania turystyczne wzmiankują drewniane chałupy z przełomu XIX i XX wieku pod adresami Cupel 6, 7 i 9.

## Religia
Wierni Kościoła rzymskokatolickiego należą do parafii Niepokalanego Poczęcia Najświętszej Maryi Panny w Czarni k. Myszyńca.